# Янтарь (стадион)
«Янтарь» — многофункциональный стадион, расположенный на северо-западе Москвы, в районе Строгино. Является домашней ареной футбольного клуба «Строгино». Вмещает 2000 зрителей.

## Расположение
Стадион располагается на берегу Москвы-реки в Большом строгинском затоне. В 700 метрах от стадиона располагается станция метро «Строгино»

## История
Стадион был открыт 7 сентября 2003 года. До 2013 года использовался для тренировок и любительских матчей. С сезона 2013/14 футбольный клуб «Строгино» проводит на стадионе домашние матчи Первенства Профессиональной футбольной лиги (ФНЛ-2). На стадионе также проводятся матчи Кубка России, и здесь играли домашние матчи ряд других команд второго дивизиона
В 2018—2019 годах на стадионе играл любительский футбольный клуб «Амкал».